# بينيشوف
بينيشوف (بالتشيكية: Benešov)‏ هي بلدة في إقليم بوهيميا الوسطى في جمهورية التشيك، وهي مركز مقاطعة بينيشوف.
يبلغ عدد سكان هذه البلدة 16,541 حسب إحصاء في سنة 2013.

## توأمة
لبينيشوف اتفاقيات توأمة مع:
- سان بييترو في كاسالي

## أعلام
- فيرونيكا شفوجكوفا
- ييري شتاينر

## اقرأ أيضاً
- مقاطعة بينيشوف